# Robert Piotrkowicz
Robert Piotrkowicz (ur. 17 stycznia 1974 w Warszawie) – polski kulturysta, trener i szkoleniowiec. Wielokrotny mistrz Polski, Europy oraz trzykrotny mistrz świata w kulturystyce, były akademicki mistrz Polski w trójboju siłowym.

## Życiorys
Z wykształcenia inżynier, absolwent wydziału elektrycznego Politechniki Warszawskiej. Najbardziej utytułowany polski kulturysta w historii. Posiada kartę zawodowca najbardziej prestiżowej federacji kulturystycznej – NPC IFBB Pro League (kartę PRO otrzymał 15 lipca 2009 roku) oraz kartę kulturysty zawodowego federacji IFBB Elite Pro. Jest też jedynym Polakiem w historii, który czterokrotnie (2010, 2011, 2013, 2015) wziął udział w Mistrzostwach Świata kulturystów zawodowych – konkursie Mr. Olympia IFBB PRO w Las Vegas w USA. Właściciel znajdującego się w Ząbkach klubu fitness „Body Fan”, który prowadzi wraz ze swoją żoną oraz firmy edukacyjnej i promującej sporty sylwetkowe w Polsce – Akademii Sportów Sylwetkowych. Pisze też artykuły dla wielu branżowych pism między innymi dla: Iron Man Spain, Kulturystyka i Fitness KiF, Sport dla Wszystkich i Muscular Development. Szkoleniowiec na konferencjach, targach, seminariach i kursach trenerskich poświęconych dietetyce, suplementacji i treningowi siłowemu.   
Żonaty – żona Joanna, ma córkę Aleksandrę.  

## Warunki fizyczne[3]
- wzrost: 173 cm
- obwód ramienia: 51–56 cm
- obwód przedramienia: 45–47 cm
- obwód uda: 74–82 cm
- obwód łydki: 46–50 cm
- obwód klatki piersiowej: 140–148 cm
- obwód pasa: 74–84 cm
- waga w sezonie: 111- 114,5 kg[4]
- waga poza sezonem: 125–134 kg[4]

## Wyniki siłowe[3]
- wyciskanie sztangi na ławce leżąc: 250 kg
- przysiad ze sztangą: 315 kg x 11
- martwy ciąg: 320 kg

## Najważniejsze sukcesy

### Jako trójboista siłowy
- 1995: Akademicki mistrz Polski oraz rekordzista Polski w trójboju siłowym[1]

### Jako kulturysta amator
- 2005: Debiuty kulturystyczne w Ostrowi Mazowieckiej – 1. miejsce (kat. 90 kg i open)
- 2005: Mistrzostwa Śląska w Gliwicach – 2. miejsce (kat. 90 kg)
- 2005: Mistrzostwa Polski w Warszawie – 2. miejsce (kat. 95 kg)
- 2005: Ogólnopolskie zawody w Kraśniku – 1. miejsce (kat. 90 kg)
- 2005: Zawody magazynu SDW  „Moja Pierwsza Olimpia” – 1. miejsce (kat. open)
- 2005: Puchar Polski w Gdańsku – 1. miejsce i open
- 2005: Mistrzostwa Świata IFBB w Chinach – 3. miejsce (kat. 90 kg)
- 2006: Puchar Polski w Zabrzu – 2. miejsce (kat. open)
- 2006: Mistrzostwa Świata w Ostrawie IFBB – 1. miejsce (kat. do 100 kg)
- 2006: Elite Champions Tour Ironman Moskwa – 3. miejsce (kat. open)
- 2006: Elite Champions Tour Czechy – 4.  miejsce (kat. open)
- 2006: Elite Champions Tour Estonia – 3. miejsce (kat. open)
- 2006: Elite Champions Tour Anglia – 2.  miejsce (kat. open)
- 2007: Ogólnopolskie Zawody w Słupsku – 1. miejsce (kat. 90 kg i open)
- 2007: Mistrzostwa Polski w Białymstoku – 1. miejsce (kat. 100 kg i open)
- 2007: Mistrzostwa Europy w Azerbejdżanie IFBB – 1. miejsce (kat. 100 kg)
- 2007: Elite Champions Tour Ukraina – 2. miejsce (kat. open)
- 2007: Grand Prix FA w Rypinie – 1. miejsce (kat. open)
- 2007: Loaded Cup 2007 Dania – 1. miejsce (kat. 90 kg i open)
- 2007: Grand Prix Belgii „Body Zoi” – 1. miejsce (kat. 90 kg i open)
- 2007: Euro Games Ukraina Kijów – 1. miejsce (kat. open)
- 2007: Athletics Berlin  – 1. miejsce(kat. open)
- 2007: Body – Xtreme Invitational Niemcy – 2. miejsce (kat. open)
- 2007: Grand Prix Pepa Czechy – 2. miejsce (kat. 90 kg)
- 2007: Mistrzostwa Świata Korea IFBB – 1. miejsce (kat. 100 kg)
- 2007: Elite Champions Tour Rosja – 1. miejsce (kat. open)
- 2007: Elite Champions Tour Estonia – 1. miejsce (kat. open)
- 2007: Puchar Polski w  Zabrzu – 1. miejsce (kat. open)
- 2007: Elite Champions Tour Francja – 1. miejsce (kat. open)
- 2007: Grand Prix Due Torri Włochy – 1. miejsce (kat. 95 kg i open)
- 2007: Mistrzostwa Świata Korea IFBB - 1. miejsce (kat. wszechwag / open)
- 2008: Arnold Classic – 2. miejsce (kat. superciężka +102,4 kg)
- 2008: Elite Champions Tour Nowa Zelandia – 1. miejsce (kat. open)
- 2008: GP MuscleTech Szwecja – 1. miejsce (kat. 90 kg i open)
- 2008: Loaded Cup Dania – 1. miejsce (kat. 90 kg i open)
- 2008: Puchar Podola Ukraina – 2. miejsce (kat. open)
- 2008: GP FA w Rypinie – 1. miejsce (kat. open)
- 2008: GP FA w Gubinie – 1. miejsce (kat. open)
- 2008: Elite Champions Tour Rosja – 2. miejsce (kat. open)
- 2008: Elite Champions Tourw Hiszpania – 1. miejsce (kat. open)
- 2008: Body-Xtreme Invitational Niemcy – 1. miejsce (kat. open)
- 2008: GP Pepa Czechy – 1. miejsce (kat.90 kg i open)
- 2008: Puchar Polski w Zabrzu – 1. miejsce (kat. open)
- 2008: GP Rosji w Kulturystyce i Fitness „Atletika Alians” Moskwa – 2. miejsce (kat. open)
- 2008: Mistrzostwa Świata w Bahrajnie IFBB – 2. miejsce (kat. 100 kg)
- 2008: Elite Champions Tour Węgry – 1. miejsce (kat. open)
- 2008: GP Moskwy „Imperia Fitnesa” – 1. miejsce (kat. open)
- 2008: Elite Champions Tour Litwa – 1. miejsce (kat. open)
- 2008: Grand Prix Due Torri Włochy – 2. miejsce (kat. 95 kg)

60 występów jako kulturysta amator, 3 krotny Mistrz Świata IFBB

### Jako zawodowy kulturysta IFBB PRO League
- 2009: IFBB Pro Tampa – 15. miejsce
- 2009: IFBB Europa Supershow – 5. miejsce
- 2009: IFBB Atlantic City Pro – 6. miejsce
- 2009: IFBB Sacramento Pro – 3. miejsce (pierwsza kwalifikacja na Mr. Olympia)
- 2010: IFBB Arnold Classic Pro – 10. miejsce
- 2010: IFBB Mr. Europe Pro – 4. miejsce
- 2010: IFBB Mr. Olympia
- 2011: IFBB Arnold Classic Pro – 14. miejsce
- 2011: IFBB Mr. Europe Pro – 4. miejsce
- 2011: IFBB FIBO Power Pro Germany – 6. miejsce
- 2011: IFBB Europa Show Of Champions – 7. miejsce
- 2011: IFBB Toronto Pro Supershow – 5. miejsce
- 2011: IFBB Tampa Bay Pro – 6. miejsce
- 2011: IFBB Phoenix Pro – 6. miejsce
- 2011: IFBB Tijuana Pro – 3. miejsce (druga kwalifikacja na Mr. Olympia)
- 2011: IFBB Mr. Olympia
- 2011: IFBB Arnold Classic Europe Pro – 7. miejsce
- 2012: IFBB Nordic Pro Championships - 2. miejsce
- 2012: IFBB Arnold Classic Europe - 4. miejsce
- 2013: IFBB Mr. Europe Pro Spain - 1. miejsce OPEN
- 2013: Prague Pro - 8. miejsce
- 2013: IFBB Mr. Olympia
- 2013: IFBB Arnold Classic Europe Pro - 11. miejsce
- 2013: IFBB EVL'S Prague Pro - 8. miejsce
- 2014: 4 starty
- 2015: 7 startów
- 2015: IFBB Mr. Olympia

W sumie 96 startów w kulturystyce ekstremalnej. 
60 występów jako kulturysta w lidze amatorskiej IFBB oraz 36 startów jako kulturysta zawodowy w lidze IFBB Professional League. 